# حرب (فلم 2025)
حرب (بالإنجليزية: Warfare) هو فيلم أكشن حربي صدر سنة 2025، من تأليف وإخراج راي ميندوزا وأليكس غارلاند. يستند الفيلم إلى تجارب ميندوزا خلال حرب العراق كجندي في قوات النخبة البحرية الأمريكية، وهو إعادة تمثيل لمواجهة خاضها هو وفصيله في 19 نوفمبر 2006، في أعقاب معركة الرمادي. وللحفاظ على الدقة التاريخية، استُخدمت مواد الفيلم حصريًا من شهادات أفراد الفصيل.
يشارك في بطولة الفيلم طاقم من الممثلين، منهم دي فارو وون-آ-تاي بدور ميندوزا، إلى جانب ويل بولتر وكوسمو جارفيس وكيت كونور وفين بينيت وجوزيف كوين وتشارلز ميلتون. الفيلم مُهدى إلى إليوت ميلر، عضو الفصيل الذي فقد ساقه وصوته في المعركة. تم عرض الفيلم لأول مرة في مسرح ميوزك بوكس في شيكاغو في 16 مارس 2025، كما صدر بواسطة شركة إيه 24 في 11 أبريل 2025، وقد صدر في المملكة المتحدة في 18 أبريل 2025. وقد تلقى الفيلم مراجعات إيجابية للغاية من النقاد.

## القصة
ي عام 2006، وأثناء معركة الرمادي، تتولى فصيلة "ألفا وان" التابعة لقوات النيفي سيل السيطرة على أحد المنازل المحلية تحت جنح الظلام. وعند اكتشافهم أن الطابق العلوي عبارة عن شقة منفصلة، يخترقون جدارًا للوصول إليها. يتولى ضابط الاتصالات الجوية راي ميندوزا تنسيق الدعم الجوي لمراقبة موقعهم، بينما يراقب القناص والمسعف إليوت ميلر السوق المقابل. كانت الفصيلة تقدم التغطية لعملية تنفذها قوات مشاة البحرية الأمريكية.
يعلم المترجمان فريد ونور بوجود عائلتين تسكنان طابقي المبنى، ويطلبان منهما البقاء في أماكنهم. يلاحظ راي وإليوت نشاطًا متزايدًا، في الوقت الذي يغادر فيه الدعم الجوي المنطقة. يتواصل الملازم ماكدونالد من وحدة ANGLICO مع القيادة لطلب دعم جوي إضافي، بينما يبلغ المترجمان أن العدو قد بث نداءً للتعبئة. يكلف القائد الميداني إريك المترجمين بحراسة الطابق السفلي.
يُرمى قنبلة يدوية إلى غرفة القناص، ما يصيب إليوت بجروح خطيرة، ويؤدي إلى ارتجاج كل من تومي وفرانك. يُستدعى إجلاء طبي (CASEVAC) لإخراج إليوت، وفي التحضير لذلك، يجمع الفريق أسلحته ويفجر ألغام "كلايمور". وسط الدخان الكثيف، يقود المترجمان إليوت، سام، تومي، وإريك نحو مدرعة أم2 برادلي بانتظارهم. وعند فتح بوابتها الخلفية، تنفجر عبوة ناسفة، مما يؤدي إلى مقتل فريد وإصابة كل من إليوت ورئيس الصف سام. تتراجع المدرعة بعد أن تكبّدت خسائر.
تعود "ألفا وان" إلى المنزل لإعادة التنظيم. يعالجون سام وإليوت المصابين بجروح خطيرة، بينما يفقد إليوت الوعي. يستنجد إريك بوحدة "ألفا تو" لنشرهم في الموقع بشكل عاجل، إلا أن تقدمهم يتأخر بسبب الاشتباكات في الشوارع. يعود الدعم الجوي، لكن بسبب اقتراب العدو الشديد من موقع "ألفا وان"، يتم تنفيذ عرض قوة فقط دون ضربات دقيقة. يحاول راي استخدام رباط ضاغط لسام، لكنه يعجز بسبب ارتجاف يديه، فيكتفي بالضغط على الجرح بقدمه مما يضاعف ألم سام. يدخل راي في حالة انفصال نفسي، ويتدخل إريك لوضع الرباط. يستعيد إليوت وعيه ويصرخ من الألم بينما يعالجه ماكدونالد، الذي يعثر على المورفين في حقيبته ويقوم بحقنه له ولسام.
تصل وحدتا "ألفا تو" والعنصر الثالث إلى موقع "ألفا وان". يُسلم إريك، المصاب بالارتباك الشديد، قيادة الفريق إلى قائد "ألفا تو"، جيك. يتم رفض طلبه للإخلاء الطبي بسبب مخاطر عبوات ناسفة جديدة. يأمر ضابط الاتصالات جون بانتحال شخصية ضابط في الجيش للموافقة على الإخلاء. تُسترجع المعدات من الشارع قبل تحميل إليوت وسام كلٌ في مدرعة برادلي. يعود الفريق إلى المنزل بينما يتجمّع المتمردون حول الموقع.
يخشى جيك من أن العدو قد تسلل إلى الطابق الثاني من السطح، فيأمر مدرعتين بإطلاق النار على الطابق العلوي. وتحت غطاء عرض قوة جديد، تُجلى وحدتا "ألفا وان" و"ألفا تو" عبر مدرعات برادلي ويغادرون الحي تحت وابل من نيران الأسلحة الخفيفة. تخرج العائلات ببطء من غرفها لتدرك أن الجنود قد رحلوا، بينما يتجمّع الناجون من المسلحين في الشارع ويتفحصون جثة فريد.
ينتهي الفيلم ببطاقة عنوان كُتب عليها: "إهداء إلى إليوت."
قبل عرض شارة النهاية، يظهر أعضاء الفريق الخامس من النيفي سيل الحقيقيون الذين شاركوا في المهمة، وقد ساهموا في إنتاج الفيلم.

## قائمة الممثلين
أعطي جميع الشخصيات الحقيقية أسماء مستعارة لشخصياتهم في الفيلم، باستثناء ميندوزا وميلر.
- جوزيف كوين: بدور الضابط سام (في الواقع جو هيلدبراند).
- تشارلز ميلتون: بدور جاك مساعد الضابط المسؤول.
- دي فرعون وون تاي: بدور راي ميندوزا، مسؤول الاتصالات.
- ويل بولتر: بدور الضابط المسؤول إيريك.
- كوسمو جارفيس: بدور إليوت ميلر، طبيب/قناص رئيسي.[3]
- كيت كونور: بدور جندي المدفعية تومي.
- فين بينيت: بدور جون.
- تايلور جون سميث: بدور القناص فرانك.
- مايكل غاندولفيني: بدور الملازم ماكدونالد من مشاة البحرية الأمريكية، وهو ضابط في أنجليكو وضابط دعم نيران.
- نوح سنتينيو: بدور بريان/زاوي.
- هنري زاغا: بدور آرون.